# Заросляк золотоголовий
Заросляк золотоголовий (Atlapetes crassus) — вид горобцеподібних птахів родини Passerellidae. Мешкає в Колумбії і Еквадорі. Деякими дослідниками вважається підвидом триколірного заросляка (Atlapetes tricolor).

## Опис
Довжина птаха становить 16-18 см, вага 29,5-40 г. Забарвлення верхньої частини тіла віріюється від оливкового до чорного, нижня частина тіла жовта, боки оливкові. Голова чорна, на лобі і тімені жовта смуга. Молоді птахи мають темно-коричневу верхню частину тіла, нижня частина тіла світло-коричнева, смуга на голові руда.

## Поширення і екологія
Золотоголові заросляки мешкають в лісах Західного хребта Колумбійських Анд і в Еквадорських Андах. Живуть в хмарних тропічних лісах, в гірських тропічних лісах на висоті від 600 до 2300 м над рівнем моря.